# Carl von Eschwege
Carl Ludwig Ernst von Eschwege (* 22. Mai 1789 in Allendorf an der Werra; † 15. September 1857 in Reichensachsen) war ein deutscher Kammerherr und Politiker.

## Familie
Carl von Eschwege war der Sohn des Hessen-Kasseler Oberstleutnants Johann Friedrich Ludwig von Eschwege und dessen Ehefrau Charlotte Antoinette Friederike Wilhelmine von Bardeleben. Sein jüngerer Bruder war der kurhessische Generalleutnant und Abgeordnete Ferdinand von Eschwege.
Er heiratete am 29. Januar 1817 in der Kirche des ehemaligen Klosters Haina Henriette Auguste Charlotte Wilhelmine geborene von Boyneburgk (* 13. September 1789 in Rosenthal; † 5. Januar 1846 in Reichensachsen), Tochter des hessischen Majors und Obervorstehers des Hohen Hospitals zu Haina, Johann Jost Friedrich von Boyneburgk. Aus der Ehe ging der Sohn Karl von Eschwege hervor. Der Schwager Friedrich August von Boyneburgk war ebenfalls kurhessischer Abgeordneter.

## Leben
Eschwege studierte ab dem 8. April 1806 in Marburg. 1809 war er Teilnehmer am Dörnbergschen Aufstand gegen die französische Herrschaft im napoleonischen Königreich Westphalen. Eschwege war Rittergutsbesitzer und Herr auf Reichensachsen, Aue und Oberhone. Daneben war er Obervorsteher des Ritterschaftlichen Stifts 
Kaufungen und Wetter sowie kurhessischer Kammerherr.

## Politik
Eschwege war einer der fünf ritterschaftlichen Teilnehmer des Landtags von 1815/16 in Hessen-Kassel. 1830 bis 1848 und 1852 bis 1857 gehörte er der Kurhessischen Ständeversammlung an. 1830 bis 1836 war er im Wahlkreis der Ritterschaft des Werrastroms gewählt, und 1836 bis 1848 war er als einer der Obervorsteher der Stifte Kaufungen und Wetter Mitglied des Landtags. 1852 bis 1857 war er erneut als Obervorsteher Mitglied der 1. Kammer. 1850 war er Mitglied des Staatenhauses des Erfurter Unionsparlaments.